# Yaşar Nuri Öztürk
Yaşar Nuri Öztürk (* 5. Februar 1951 in Bayburt, Provinz Bayburt; † 22. Juni 2016 in Istanbul) war ein türkischer Religionsphilosoph, Autor, Jurist, und Politiker. Er war ein bekannter islamischer Theologe in der Türkei und vertrat innerhalb des Islams liberale Positionen.

## Wissenschaftliche Laufbahn und Koranauslegung
Öztürk studierte Rechtswissenschaft und islamische Theologie an der Universität Ankara. Anschließend arbeitete er 12 Jahre als Imam und Prediger. Er kehrte dann an die Universität zurück und promovierte im Jahr 1980 in islamischer Philosophie. Im Jahr 1986 wurde er Doçent und lehrte 1986/87 „Islamische Geistesgeschichte“ am Unification Theological Seminary in Barrytown, 130 km nördlich von New York City. Von 1993 bis 2002 war er Dekan der Theologischen Fakultät an der Universität Istanbul. Neben seiner Tätigkeit als Buchautor hatte er in der türkischen Zeitung Hürriyet eine Kolumne. Er hielt Vorträge in den USA, in der Schweiz, in Deutschland und in Staaten des Nahen Ostens.
Öztürks Bücher Islam im Koran und Der verfälschte Islam zu einer zeitgemäßen Auslegung des Korans fanden beim türkischen Publikum großen Anklang, so dass sie als Schlüsselwerke einer „Bewegung zurück zum Koran“ gelten. Öztürk wurde in der Folge ein „islamischer Reformator“ genannt, obwohl er selbst erklärte, der Koran und der Islam benötigten keine Reform, und er sich in der Nachfolge von Dschamal ad-Din al-Afghani und Muhammad Abduh sah. Öztürk hielt den Verstand nach dem Koran für den „größten Propheten“. Im Koran seien Dogmen auf ein Minimum beschränkt. Der Koran fordere dazu auf, den Verstand zu gebrauchen und Interpretationen der religiösen Quellen vorzunehmen. Religiöse Glaubensgrundlagen seien kritisch zu hinterfragen und mit den Erfordernissen der modernen Gegenwart in Einklang zu bringen.
In der Liste der „wichtigsten Personen des 20. Jahrhunderts“ des Time Magazine wurde Öztürk 2000 in der Kategorie „Wichtigste Wissenschaftler und Denker“ auf Platz 7 unter den ersten zehn Persönlichkeiten gewählt. Einige seiner Bücher wurden ins Deutsche und Englische übersetzt.

## Politische Aktivität
Im Jahr 2002 wurde Öztürk als Abgeordneter für den Wahlbezirk Provinz Istanbul der Cumhuriyet Halk Partisi (Republikanische Volkspartei) in das türkische Parlament gewählt. 2005 verließ er die CHP und gründete am 16. Februar 2005 in Ankara die Halkın Yükselişi Partisi (Partei für den Aufstieg des Volkes), deren Vorsitz er einige Zeit innehatte.

## Werke
- Kur'an'daki İslâm (Islam im Koran), 1992.
- 400 Fragen zum Islam – 400 Antworten. Düsseldorf 2000, ISBN 3-933749-17-4.
- Rumi und die islamische Mystik. Düsseldorf 2002, ISBN 3-933749-81-6.
- Der verfälschte Islam. Eine Kritik der Geschichte islamischen Denkens. Düsseldorf 2007, ISBN 3-89978-062-0 (deutsche Kurzfassung des türkischen Originals).